# Lene Marie Fossen
Lene Marie Fossen (18. srpna 1986 Kolbu – 22. října 2019 Lena) byla norská portrétní fotografka, která od deseti let trpěla mentální anorexií. O jejím životě a tvorbě vznikl dokumentární film Autoportrét (2020).

## Životopis
Mentální anorexií začala trpět, když v deseti letech začala odmítat jídlo, aby nevyrostla a zůstala dítětem. Kvůli nedostatečné výživě nikdy neměla menstruaci ani prsa. Její snaha vyřešit problém dospívání nakonec selhala a místo ní vznikl nový problém v podobě poruchy příjmu potravy. Přišla o všechny přátele a nakonec to s ní vzdali i rodiče, stejně jako ona sama.
Když jí bylo patnáct let, zamilovala si fotografování pro schopnost zastavit čas v obraze. S oblibou fotografovala děti, ale i staré muže a ženy se zachmuřenými tvářemi. Nejvíce ji proslavily fotografie vlastního těla postiženého anorexií. Od roku 2011 začala své fotografie vystavovat. Když se o ní dozvěděl norský fotograf Morten Krogvold, přesvědčil ji, aby se zúčastnila mezinárodního festivalu Nordic Light Festival of Photography, který se v roce 2017 konal v Kristiansundu. Zde bylo uvedena výstava jejích 50 autoportrétů.
O jejím životě a tvorbě se rozhodla natočit dokumentární film  trojice režisérů Margreth Olin, Katja Høgset a Espen Wallin, kteří Lene doprovázeli na řecký ostrov Chios a v Norsku. V dokumentu je zaznamenán její neustálý boj mezi uměleckým nutkáním tvořit, všudypřítomným ohrožením života a způsob, jakým prorazila jako umělkyně a fotografka na skandinávské umělecké scéně.
Poté, co ji v Řecku srazilo auto, ztratila chuť žít a trpěla bolestmi. Zemřela v roce 2019 na srdeční infarkt ve věku 33 let. Dokumentární film Autoportrét měl premiéru na Mezinárodním festivalu dokumentárních filmů v Mnichově v roce 2020. Lene ho nikdy neviděla. Posmrtně jí byla v galerii Shoot v Oslu uspořádána samostatná výstava Strážce brány.